# 八一四空战
八一四空戰，又称笕桥空战，發生於民國二十六年（1937年）八月十四日，是第二次中日戰爭淞滬會戰期間，中華民國空軍和大日本帝国海軍航空隊之間爆发的一次空戰。此次空戰亦是中国空军首次与日军展开的大规模空战。

## 空戰經過

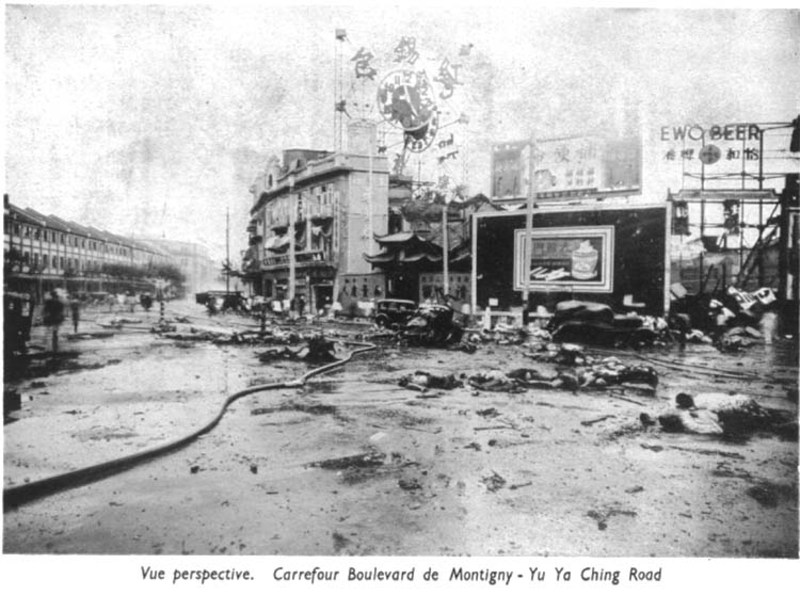
大世界墜彈慘案事件現場

淞滬會戰開打後，侵華日軍對於上海等地的威脅倍增。為強化空防，中華民國空軍發出第一號作戰命令，調遣第四大隊飛赴杭州保衛筧橋機場。第四大隊出動27架霍克III型戰鬥機。
民國二十六年（1937年）8月14日，中華民國空軍飛上海作戰，曾炸日本領事館及出雲號旗艦未中，然在瀏河則炸沉日艦一艘、傷四艘，中國飛機一架受傷:73。
10時，中華民國空軍首次出動，轟炸虹口、滙山碼頭等處日軍據點:68。中國空軍轟炸日本海軍陸戰隊司令部，炸傷10餘艘日艦:67。上海上空，空戰激烈，日方之高射炮火，滿佈天空，吳淞口炮戰亦烈:73。中國飛機一架因彈架損壞，二彈落大世界前，死傷市民1,000餘人:73。
14時50分，日機最精銳之聯隊鹿屋及木更津海軍航空隊18架九六式陸上攻擊機由台北松山機場起飛後分兩路侵襲，9架轟炸杭州筧橋空軍基地、9架轟炸廣德機場:112。
第一編隊新田少佐於12時55分起飛轟炸笕桥机场，第二編隊由淺野少佐於13時05分起飛轟炸廣德機場。中國空軍則使用美製霍克III型戰鬥機，由第四大隊隊長高志航率隊共計27架起飛迎戰。
此時一架日機入場炸中油罐起火燃燒，暴露形蹤，被高志航與譚文合力擊落，墜毀於半山。二十一隊李桂丹與柳哲生、王文驊共同擊中一架日機，使之起火墜毀於錢塘江口。高志航再攻擊大串機，該機中彈七十餘發，左引擎熄火，勉強飛抵台北迫降。
在廣德的二十二隊加油後再起飛，分隊長鄭少愚至翁家埠發現一架日機（在廣德附近投彈後折回的淺野隊），追擊至曹娥江；經連續攻擊六、七次，該機受重創，迫降於基隆社寮島（今和平島）附近，重傷報廢。外傳日機進犯大陸當日颱風天候甚差，誤判被擊傷之日機為被擊落。
日機被空軍第四大隊高志航部痛殲，造成九比零之紀錄:112。中國空軍全部安然返防，為勝利之始:73。中國空軍在杭州上空與日機交戰，擊落日機3架:68。日本方面調查則稱，當天日機現場被擊落兩架，另有兩架一是油盡墜海另一是返航但傷重報廢。
中國空軍則是現場沒有被擊落者，但其中柳哲生的2102座機油箱被打穿，迫降喬司機場，飛行員平安。其中一機油盡墜毀，飛行員劉樹藩殉職。
故以擊落論，二比零。以飛機損失論，四比一。此役，中華民國空軍成功阻止了日軍摧毀機場的意圖，創下六比零輝煌紀錄。

## 事實參考
- 前行政院院長劉兆玄記述衡陽保衛戰歷史小說，轉載二戰前義大利總理墨索里尼給高志航的信，信中稱讚高的特技飛行讓他心動，可見高之戰技非比尋常。八一四前，在情報專家戴笠支持下，空軍先已在沿海布設了對空監測站，所以日機進入海岸時已被看到（證明不是風雨天），並由總台長陳一白電告高與基地防空指揮官（航校教育長）蔣堅忍。因而先由南京趕到之高志航，於機隊趕到筧橋時，能用手勢讓其逕自直接迎敵，他自己亦能即時升空，始得殲敵致果。

- 筧橋空戰域內無颱風
  - 外傳這批日機是跟著颱風進犯大陸的。但事實為日本「渡洋爆擊隊」於八月七日隨著颱風尾，以單機追蹤隊形飛到松山機場，十四日下午分兩批進攻杭州筧橋與北面的常德，最後以六比零鎩羽而歸。

1. 根據中央研究院氣象研究所前所長竺可楨日記記述。竺是庚子賠款農學類留學生，與胡適同屆，赴美後發現志趣不合，改習氣象，獲哈佛大學博士，返國後先後執教武漢與南京高等師範，後任氣象所長。民國廿五年任浙江大學校長，仍兼氣象業務一把抓（中央氣象局民國卅五年才成立）的所長職。他的日記對氣象事件是專家記錄。日記中除記颱風於八月四日過舟山，風速達每秒四十二公尺，次日南京淹水外，也在八月十四日記述當天由杭州坐火車赴蘇州，沿途為多雲時有陣雨的天氣，車中聞飛機聲，未提到另有颱風。
2. 中央氣象局百年颱風路徑圖中，經海峽過舟山之颱風發生在八月四日，非十四日。
3. 日主力九六式戰轟機，最大航速約每秒一百公尺，無能頂颱風之強風到杭州；當時我霍克三戰機速度約與敵機同，且無座艙罩，亦難於風雨中升空殺敵。

- 日军空袭杭州的另外一个目的是在笕桥的中央杭州飞机制造厂（全名：中华民国中央军事委员会飞机制造厂）。这个厂当时生产的霍克Ⅲ双翼战斗机，在抗战初期曾为中国空军立下赫赫战功。

## 紀念

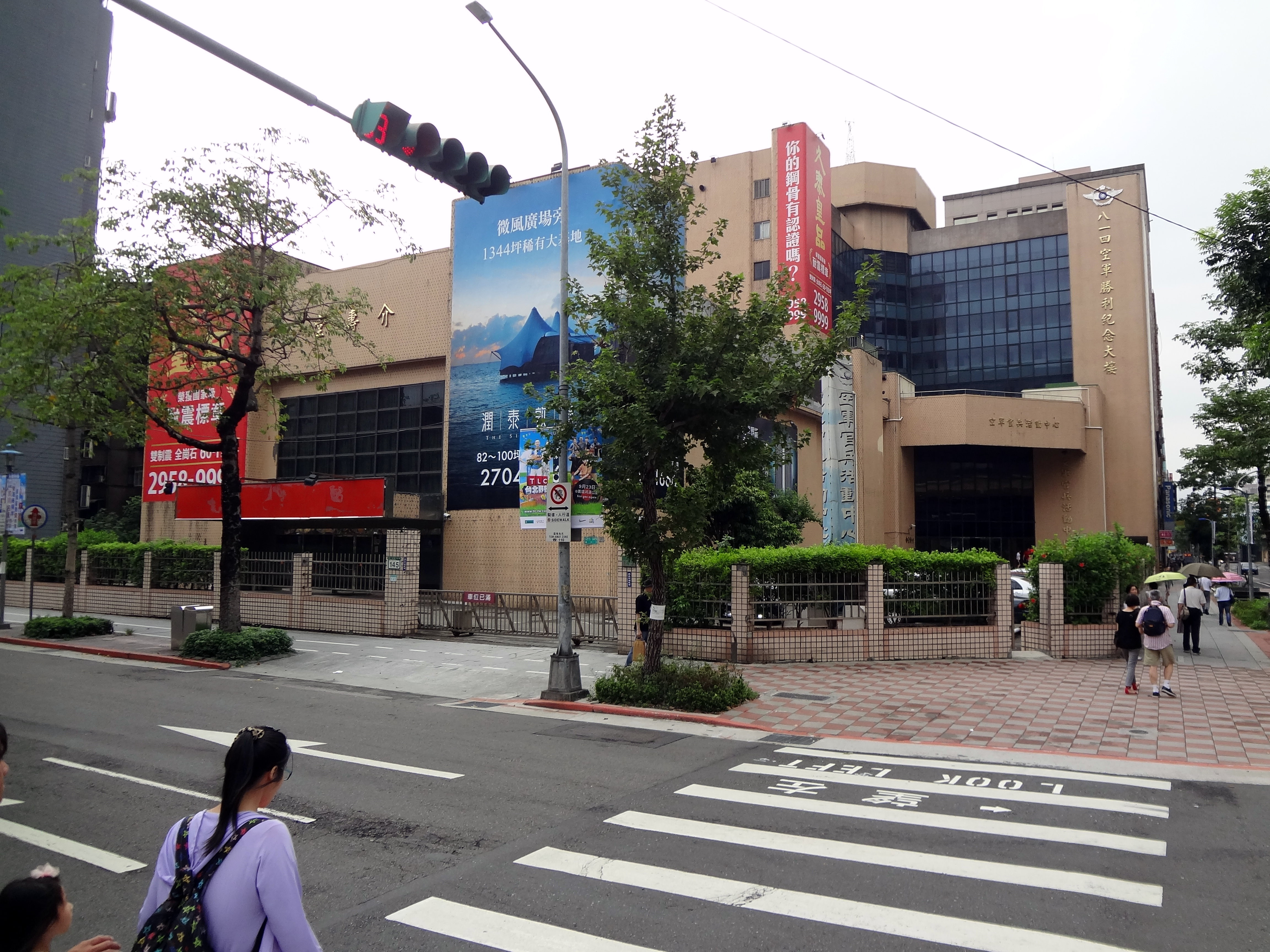
八一四空軍勝利紀念大樓

1939年9月，國民政府正式下令，每年8月14日為空軍節。

## 参阅
- 筧橋中央航校舊址
- 筧橋英烈傳
- 中央杭州飞机制造厂

## 其他
- P-43戰鬥機在中國的空戰